# Halibasar
Halibasar is een bestuurslaag in het regentschap Belu van de provincie Oost-Nusa Tenggara, Indonesië. Halibasar telt 1102 inwoners (volkstelling 2010).